# Machine (EP)
Machine – minialbum zespołu Yeah Yeah Yeahs. Został wydany w 2002 przez Touch and Go i zawiera trzy utwory z sesji nagraniowej Fever to Tell. Pochodzi z niego singel "Machine", wydany tylko w Wielkiej Brytanii.

## Lista utworów
1. "Machine" – 3:20
2. "Graveyard" – 1:35
3. "Pin (Remix)" – 2:20

## Skład
- Karen O - wokal prowadzący
- Nick Zinner - gitary
- Brian Chase - perkusja

### Produkcja
- David Andrew Sitek, Yeah Yeah Yeahs - produkcja
- Paul Mahajan - inżynier dźwięku
- Shannon Sinclair - fotografie